# Лавингтон

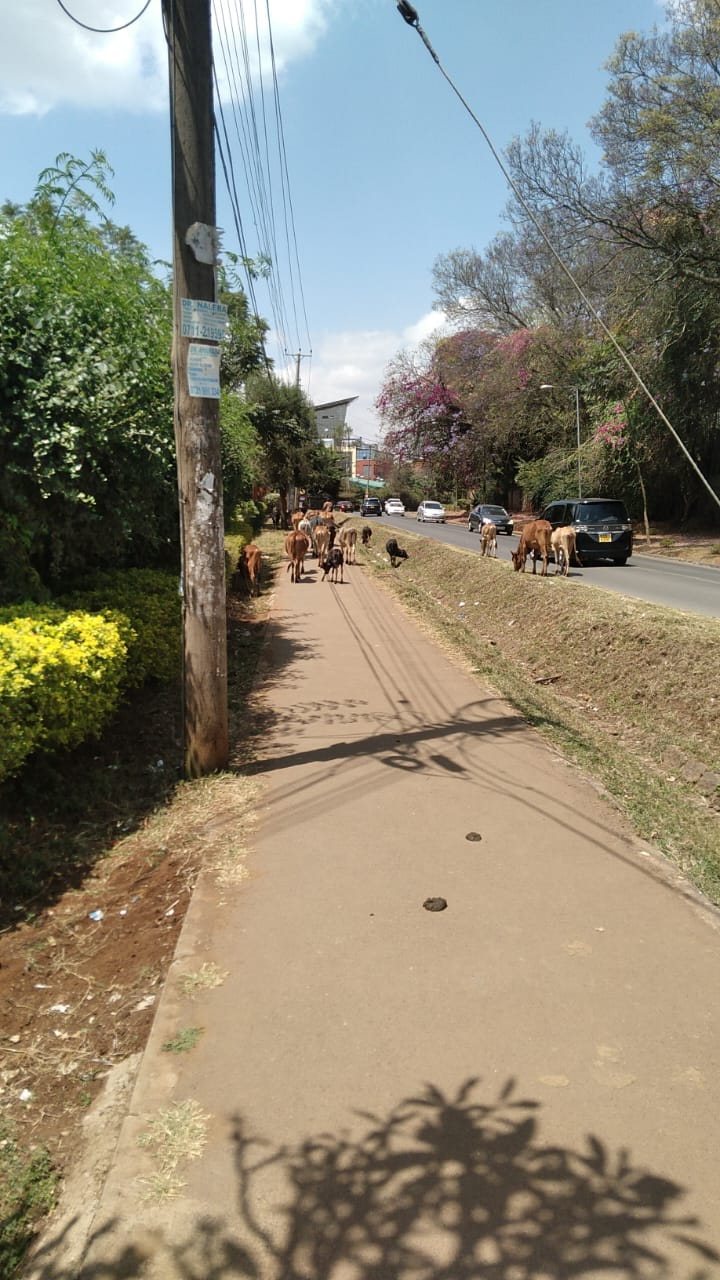
Улица Лавингтона

Лавингтон (англ. Lavington) — пригород Найроби, столицы Кении, расположен к северо-западу от центра города. Известен как жилой комплекс для жителей с высоким доходом, относится к административному району Вестлэндс. Здесь располагалась миссия французской Конгрегации Святого Духа, а в настоящее время располагаются школа Стратмор, монастырская школа Лорето, колледж Брэбёрн, начальная школа Лавингтон и школа Русинга.
В 2009 году район оказался в центре скандала, связанного с попыткой компании Dyke Holdings Limited начать здесь строительство таунхаусов, против чего выступила экологическая организация Зелёный пояс. Строительство было остановлено министром земель Джеймсом Оренго в 2009 году, но правительственное агентство по охране окружающей среды (National Environment Management Authority) дало согласие на строительство таунхаусов. Министр в ответ заявил, что эти угодья будут защищены.